# 1621 w literaturze
Wydarzenia literackie w 1621 roku.

## Nowe książki
- polskie
- zagraniczne
  - Mary Wroth, The Countess of Montgomery's Urania